# Phallodrilus curisetosus
Phallodrilus curisetosus är en ringmaskart. Phallodrilus curisetosus ingår i släktet Phallodrilus och familjen glattmaskar. Inga underarter finns listade i Catalogue of Life.